# Omicidio di Emilio Alessandrini
L'omicidio di Emilio Alessandrini è stato un atto terroristico avvenuto a Milano il 29 gennaio 1979, ad opera di militanti dell'organizzazione comunista Prima Linea. La vittima era un magistrato, impegnato nella lotta al terrorismo.

## Carriera
Dal 1968 ricopriva la carica di sostituto procuratore a Milano.
Il 27 febbraio 1972, Alessandrini fu assegnato con Gerardo D'Ambrosio al processo sulla Strage di piazza Fontana. Il dibattimento, aperto a Roma solo quattro giorni prima, fu spostato a Milano per via della competenza territoriale, e vide imputati Pietro Valpreda e Mario Merlino. In seguito, il 13 ottobre, a causa di gravi problemi di ordine pubblico il processo fu di nuovo spostato, questa volta a Catanzaro.
Oltre a Piazza Fontana, Alessandrini era stato molto impegnato nella lotta al terrorismo, soprattutto quello legato agli ambienti della destra estrema e della sinistra militante. Nell'ambito di queste indagini, arrivò a scoprire alcune attività di depistaggio del Servizio Informazioni Difesa (SID), un ramo deviato dei servizi segreti.
Alessandrini, al momento dell'omicidio, stava lavorando per creare un pool antiterrorismo che raccogliesse magistrati da diverse procure, per coordinare meglio il lavoro. Già il 13 settembre 1978 durante un'irruzione nell'appartamento in Via Negroli del terrorista Corrado Alunni, era stata rinvenuta una scheda su Alessandrini: quel tipo di scheda, nella quale venivano raccolti tutti gli elementi necessari a organizzare un agguato, era in genere il primo passo verso un'azione violenta. La scheda era tanto dettagliata che Alessandrini sospettava fosse stata fornita dagli stessi servizi segreti.

## L'omicidio
Il 29 gennaio Alessandrini venne aggredito dopo aver portato a piedi il figlio Marco a scuola e tornato sotto casa, Alessandrini prese la sua automobile per dirigersi sul posto di lavoro; un commando attaccò l'automobile ferma al semaforo tra Viale Umbria e Via Muratori, un incrocio critico che obbligava le auto a fermarsi e che Alessandrini percorreva ogni giorno per recarsi in Tribunale di Milano. Due terroristi arrivarono improvvisamente, ruppero il vetro lato guidatore con una pistola e scaricarono otto colpi nell'abitacolo, uccidendo Alessandrini sul colpo; intanto, altri due uomini rimasero in copertura a poca distanza, nei pressi dell'auto per la fuga.
Una volta verificata l'uccisione, i terroristi ripiegarono sull'auto, mentre un quinto complice lanciava un fumogeno per coprire la fuga.
Nel 1980 il brigatista pentito Roberto Sandalo svelò la composizione del gruppo: il gruppo di fuoco era composto da Sergio Segio e Marco Donat-Cattin, responsabili dell'agguato, mentre Michele Viscardi e Umberto Mazzola erano di copertura; Bruno Russo Palombi li attendeva tutti nell'auto con la quale fuggirono subito dopo l'attentato.
Poche ore dopo l'attentato, Prima Linea rivendicò l'azione con alcune telefonate a quotidiani.
La rivendicazione citava:
Alessandrini è uno dei magistrati che maggiormente ha contribuito in questi anni a rendere efficiente la procura della repubblica di Milano; egli ha fatto carriera a partire dalle indagini su Piazza Fontana che agli inizi costituivano lo spartiacque per rompere con la gestione reazionaria della magistratura, ma successivamente, scaricati dallo stato i fascisti, ormai ferri vecchi, diventano il tentativo di ridare credibilità democratica e progressista allo stato...
Alessandrini era una delle figure centrali che il comando capitalistico usa per rifondarsi come macchina militare o giudiziaria efficiente e come controllore dei comportamenti sociali e proletari sui quali intervenire quando la lotta operaia e proletaria si determina come antagonista ed eversiva.»

## Gli arresti
La stessa notte dell'omicidio scattò una intensa operazione di polizia, anche nei confronti di esponenti di estrema sinistra, ed intellettuali come Enzo Collotti e Francesco Leonetti.
Solo nel maggio del 1980 però, l'arresto e il conseguente pentimento del terrorista Roberto Sandalo portò le forze dell'ordine ad una serie di arresti all'interno delle file di Prima Linea.
Nel 1983 a Torino cominciò il processo, che si concluse a dicembre con la condanna dei responsabili dell'omicidio. Il terrorista Sergio Segio, ritenuto esecutore materiale dell'omicidio, fu condannato all'ergastolo. Bruno Rossi Palombi, l'autista, venne condannato a 24 anni e sei mesi.
Marco Donat-Cattin, il secondo membro del gruppo di fuoco, ricevette una condanna a otto in quanto "dissociato", ed in seguito gli fu riconosciuta la libertà provvisoria. Vennero assegnate altre pene minori a personaggi legati all'organizzazione, che come Donat Cattin si erano in seguito distaccati dalla lotta armata, pur senza pentirsi.
Donat Cattin era figlio di Carlo Donat-Cattin, uno dei massimi esponenti della DC negli anni settanta. Marco era da tempo militante in Lotta Continua, passato nel 1976 alla lotta armata, già coinvolto nell'assalto all'Associazione Dirigenti FIAT.
Gli arresti decapitarono la struttura militare di Prima Linea, eliminando dall'azione tutti i membri più attivi e gli organizzatori.